# Kayser-Fleischerjev obroč
Kayser-Fleischerjevi obroči (tudi KF obroči) so temno rjavo obarvani obroči, ki navidezno obdajajo šarenico (iris). Nastanejo zaradi kopičenja bakra (Cu) v Descemetovi membrani roženice, na mestu kjer se roženica stika s šarenico, kot posledica določenih bolezni jeter.
KF obroči so tipičen znak Wilsonove bolezni, saj so navzoči v okoli 50—60 % bolnikov z vodilno jetrno boleznijo ter v okoli 95 % bolnikov z nevrološko simptomatiko. Wilsonova bolezen je dedna presnovna motnja, za katero je značilno kopičenje bakra v tkivih, še posebej v jetrih in možganih, natančneje v bazalnih ganglijih. Posledica tega so nevropsihiatrični simptomi in okvare jeter, kot je ciroza jeter. Kombinacija nevroloških simptomov, nizkih koncentracij ceruloplazmina in KF obroči so zadostni za določitev Wilsonove bolezni. Drugi bolezni, povezane s KF obroči, so še holestaza (zastoj žolča zaradi oviranega pretoka iz jeter v dvanajstnik), primarna biliarna ciroza in t. i. »kriptogena« ciroza (ciroza, pri katerem se ne more ugotoviti vzroka).
Poimenovani so po nemških zdravnikih, Bernhardu Kayseru in Brunu Fleischerju, ki sta klinični znak opisala na začetku 20. stoletja. Sprva je sicer bilo domnevano, da nastanejo kot posledica kopičenja srebra (Ag), vendar je bilo leta 1934 dokazano, da so obroči posledica kopičenja bakra.